# Journal des savants

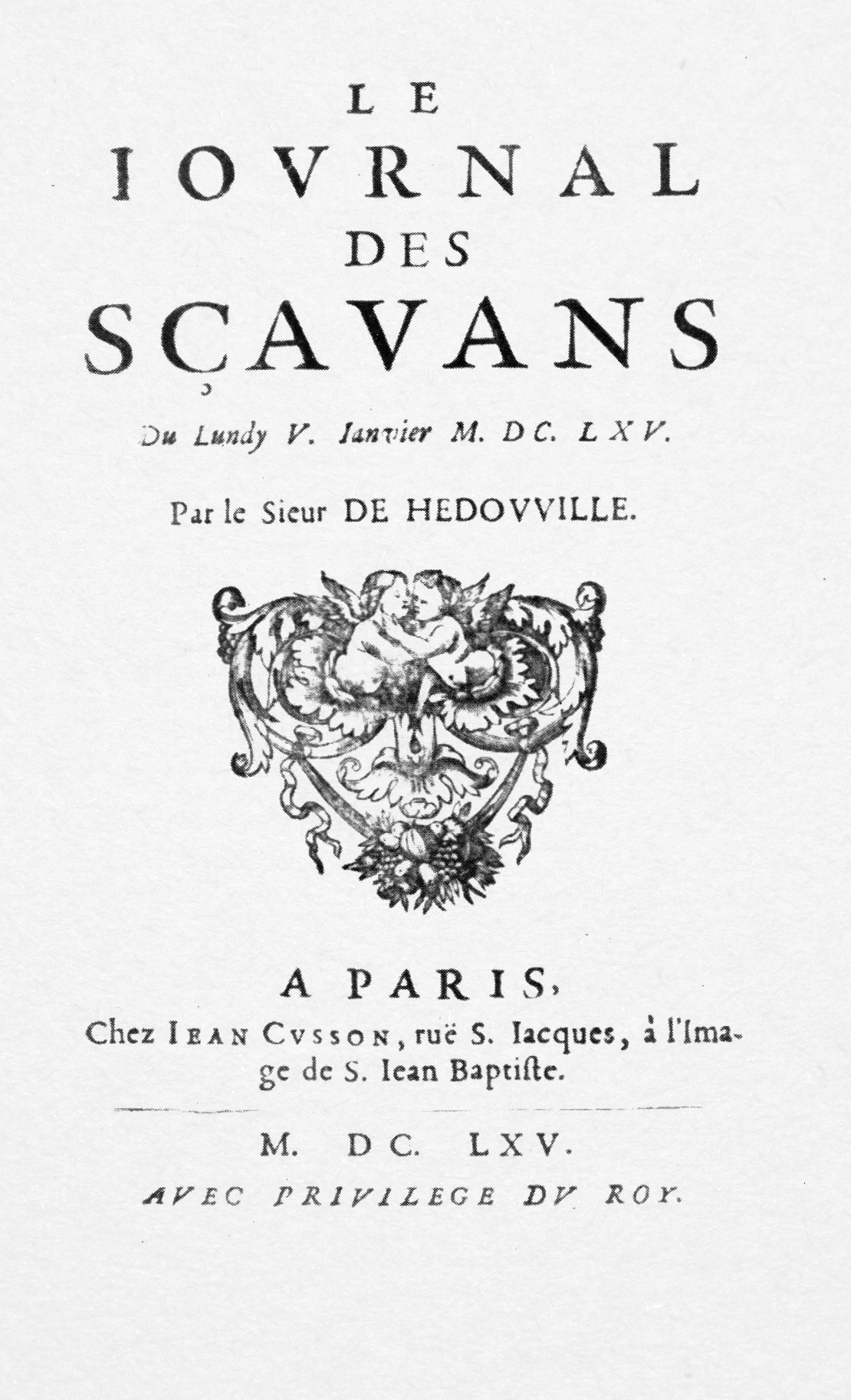
Primeiro número do Journal des sçavans, datado de 5 de janeiro de 1665.

Le Journal des sçavans, posteriormente Journal des savants, é a mais antiga revista científica da Europa. O primeiro número apareceu em Paris em 5 de janeiro de 1665 sob a forma de um boletim de doze páginas, onde anunciava seu objetivo de fazer conhecer "o que acontece de novo na República das letras".
A primeira edição apareceu em formato de panfleto in-quarto de doze páginas[1], na segunda-feira, 5 de janeiro de 1665. Isso ocorreu pouco antes do lançamento da Philosophical Transactions of the Royal Society, em 6 de março de 1665[3]. O médico e encyclopédiste francês do século XVIII, Louis-Anne La Virotte (1725–1759), teve acesso à revista graças à proteção do chanceler Henri François d'Aguesseau.
O conteúdo original incluía necrológios de homens notáveis, história eclesiástica, descobertas científicas e relatórios jurídicos . A filosofia natural fazia parte de seu escopo inicial. Considera-se que tenha sido o primeiro periódico científico já publicado.
A revista interrompeu sua publicação em 1792, durante a Revolução Francesa. Embora tenha reaparecido brevemente em 1797, sob o título atualizado de Journal des savants, a publicação regular só foi retomada em 1816. A partir de então, o Journal des savants passou a ser publicado pela Imprensa Nacional, sob o patrocínio do Institut de France.
De 1908 a 2020, foi publicado sob o patrocínio da Académie des Inscriptions et Belles-Lettres. Em 2021, a empresa belga Peeters assumiu sua publicação. Atualmente, continua sendo um dos principais periódicos acadêmicos voltados às humanidades na França.
A determinação da velocidade da luz por Ole Rømer foi publicada na revista em 1676, estabelecendo que a luz não se propaga instantaneamente. O valor obtido era cerca de 26% inferior ao valor real.
Em 1684, a revista publicou as teorias raciais de François Bernier. Em 1692, Leibniz publicou nela sua primeira explicação da Monadologia.
Em 1762, foi publicado o estudo pioneiro de Abraham Hyacinthe Anquetil-Duperron sobre o zoroastrismo.

Uma leitura equivocada, porém autoconfiante, de fontes japonesas em um artigo de 1817, escrito por Jean-Pierre Abel-Rémusat, levou à denominação das Ilhas Bonin.